# Coupe du monde de combiné nordique 2004-2005
Navigation
2003–2004 2005–2006
| \| Kuusamo Trondheim Oberhof Ruhpolding Schonach Seefeld in Tirol Liberec Sapporo Pragelato Lahti Oslo \| Les sites des compétitions (manque Sapporo) |
| Kuusamo Trondheim Oberhof Ruhpolding Schonach Seefeld in Tirol Liberec Sapporo Pragelato Lahti Oslo                                                   |

La Coupe du monde de combiné nordique 2005 :

## Classement final
| Rang | Nom              | Pays       | Points |
| ---- | ---------------- | ---------- | ------ |
| 1    | Hannu Manninen   | Finlande   | 1466   |
| 2    | Ronny Ackermann  | Allemagne  | 1070   |
| 3    | Felix Gottwald   | Autriche   | 677    |
| 4    | Todd Lodwick     | États-Unis | 668    |
| 5    | Magnus-H. Moan   | Norvège    | 577    |
| 6    | Björn Kircheisen | Allemagne  | 571    |
| 7    | Petter Tande     | Norvège    | 505    |
| 8    | Daito Takahashi  | Japon      | 468    |
| 9    | Christoph Bieler | Autriche   | 454    |
| 10   | Mario Stecher    | Autriche   | 412    |

## Calendrier
| Date                                       | Lieu                               | Épreuve     | Vainqueur                                                 | Deuxième                                                          | Troisième                                           |
| 27 novembre 2004                           | Kuusamo                            | Individuel  | Ronny Ackermann                                           | Hannu Manninen                                                    | Todd Lodwick                                        |
| 28 novembre 2004                           | Kuusamo                            | Sprint      | Hannu Manninen                                            | Todd Lodwick                                                      | Ronny Ackermann                                     |
| 4 décembre 2004                            | Trondheim                          | Individuel  | Ronny Ackermann                                           | Hannu Manninen                                                    | Felix Gottwald                                      |
| 5 décembre 2004                            | Trondheim                          | Sprint      | Ronny Ackermann                                           | Michael Gruber                                                    | John Spillane                                       |
|                                            |                                    |             |                                                           |                                                                   |                                                     |
| Grand prix d'Allemagne de combiné nordique |                                    |             |                                                           |                                                                   |                                                     |
| 30 décembre 2004                           | Oberhof                            | Individuel  | Hannu Manninen                                            | Ronny Ackermann                                                   | Felix Gottwald                                      |
| 2 janvier 2005                             | Ruhpolding                         | Sprint      | Ronny Ackermann                                           | Todd Lodwick                                                      | Hannu Manninen                                      |
| 6 janvier 2005                             | Schonach (Coupe de la Forêt-noire) | Individuel  | Hannu Manninen                                            | Mario Stecher                                                     | Daito Takahashi                                     |
| Vainqueur du Grand prix : Hannu Manninen   |                                    |             |                                                           |                                                                   |                                                     |
|                                            |                                    |             |                                                           |                                                                   |                                                     |
| 8 janvier 2005                             | Seefeld                            | Sprint      | Hannu Manninen                                            | Ronny Ackermann                                                   | Ladislav Rygl                                       |
| 9 janvier 2005                             | Seefeld                            | Individuel  | Hannu Manninen                                            | Felix Gottwald                                                    | Ronny Ackermann                                     |
| 23 janvier 2005                            | Liberec                            | Sprint      | Hannu Manninen                                            | Kristian Hammer                                                   | Todd Lodwick                                        |
| 29 janvier 2005                            | Sapporo                            | Mass start  | Hannu Manninen                                            | Ronny Ackermann                                                   | Magnus Moan                                         |
| 30 janvier 2005                            | Sapporo                            | Individuel  | Hannu Manninen                                            | Daito Takahashi                                                   | Anssi Koivuranta                                    |
| 11 février 2005                            | Pragelato                          | Par équipes | Finlande- Antti Kuisma - Jouni Kaitainen - Hannu Manninen | Allemagne I- Sebastian Haseney - Georg Hettich - Björn Kircheisen | Suisse- Andreas Hurschler - Jan Schmid - Ronny Heer |
| 12 février 2005                            | Pragelato                          | Sprint      | Felix Gottwald                                            | Hannu Manninen                                                    | Björn Kircheisen                                    |
| 4 mars 2005                                | Lahti                              | Sprint      | Hannu Manninen                                            | Björn Kircheisen                                                  | Ronny Ackermann                                     |
| 5 mars 2005                                | Lahti                              | Individuel  | Björn Kircheisen                                          | Ronny Ackermann                                                   | Hannu Manninen                                      |
| 12 mars 2005                               | Oslo                               | Individuel  | Magnus Moan                                               | Hannu Manninen                                                    | Ronny Ackermann                                     |
| 13 mars 2005                               | Oslo                               | Sprint      | Hannu Manninen                                            | Magnus Moan                                                       | Ronny Ackermann                                     |